# Andrij Sachnevyč
Andrij Volodymyrovyč Sachnevyč (in ucraino Андрій Володимирович Сахневич?; Žytomyr, 17 aprile 1989) è un calciatore ucraino, difensore dell'Ilpar Iljinskiy.

## Carriera

### Club
Ha giocato nella prima divisione ucraina ed in quella lettone.

### Nazionale
Ha giocato nelle nazionali giovanili ucraine Under-17, Under-18 ed Under-21.